# Pulchrana grandocula
Espèce
Synonymes
- Rana grandocula Taylor, 1920
- Hylarana grandocula (Taylor, 1920)
- Rana philippinensis Taylor, 1920
- Rana yakani Taylor, 1922

Statut de conservation UICN

 LC  : Préoccupation mineure
Pulchrana grandocula est une espèce d'amphibiens de la famille des Ranidae.

## Répartition
Cette espèce est endémique des Philippines. Elle se rencontre sur les îles de Mindanao, de Basilan, de Biliran, de Bohol, de Samar, de Leyte, de Camiguin et les Dinagat,.

## Description
L'holotype mesure 40 mm.

## Publication originale
- Taylor, 1920 : Philippine Amphibia. Philippine Journal of Science, vol. 16, p. 213–359 (texte intégral).